# Onthophagus darlingtoni
Onthophagus darlingtoni là một loài bọ cánh cứng trong họ Bọ hung (Scarabaeidae).